# 帕維爾·菲拉季耶夫
帕維爾·奧列戈維奇·菲拉季耶夫（羅馬化：Pavel Olegovich Filatyev；1988年8月2日—），是2022年俄羅斯入侵烏克蘭時期俄羅斯空降軍的一名前傘兵。他在俄羅斯社交媒體網站VKontakte上發表了一篇詳細的141頁回憶錄，在2022年8月引發轟動。菲拉季耶夫是戰爭頭兩個月地面入侵行動中的一員。他受傷後被送回俄羅斯休養，在此期間（45天）他寫了自己的回憶錄，名為《ZOV 56》，這是以入侵期間在俄羅斯車輛上顯示的戰術符號命名。之後他逃離俄羅斯，途經許多國家。他在突尼斯被逮捕，當局認為他是間諜。在突尼斯之後，他決定前往法國，並申請政治庇護。

## 生平
菲拉季耶夫出生於伏爾加頓斯克，來自一個軍人家庭，在2000年代後期曾在俄羅斯軍隊中服役，曾參與車臣戰爭。退伍後，他在肉類生產公司擔任馴馬師近十年。2021年，他出於經濟原因重新加入了俄羅斯軍隊。根據第一位採訪菲拉季耶夫的記者安德魯·羅斯（Andrew Roth）的說法，他曾對政府和軍隊非常忠誠，認為執行指揮官的命令很重要，但在入侵前期的混亂和惡劣環境，以及隨著戰爭的進展，食物、健康環境和軍紀的持續惡化下，他的忠誠心出現變化。

## 2022年俄羅斯入侵烏克蘭的記述

### 準備入侵和第一天
菲拉季耶夫曾在第56近衛空中突擊團擔任空降兵，在2022年2月入侵烏克蘭前，該部隊駐紮在克里米亞，這是2014年被俄羅斯單方面併吞的烏克蘭半島。2022年2月底，他的部隊被派遣進入烏克蘭本土，情況非常惡劣，菲拉季耶夫描述說：「我們疲憊不堪、裝備差勁」，「缺乏明確的後勤或目標，根本不知道為什麼要發動戰爭。」他說：「我花了幾個星期才明白，實際上俄羅斯領土上沒有戰爭，我們只是進攻了烏克蘭。」
入侵前幾天，一名團指揮官告訴他們「別再散播流言」，並說「一旦演習結束，幾天後就會回家」。他說，盡管謠言開始傳播說士兵們可以「進攻」赫爾松，但他最初把這種說法當成胡說八道。在缺乏明確信息的情況下，菲拉季耶夫猜測他的部隊可能被派往增援俄羅斯佔領的頓巴斯地區，或者是防禦烏克蘭或北約對克里米亞的攻擊。他聲稱，直到他的小組被派遣摧毀第聶伯河上的一座橋樑，他才意識到俄羅斯是侵略者。

### 佔領赫爾松
根據菲拉季耶夫的說法，他所在的團因受到嚴苛的條件限制，包括睡眠不足、營養不良和惡劣衛生條件，導致俄羅斯軍隊佔領赫爾松市後，立即從烏克蘭平民那裡搶奪食物和財物。關於他們在2022年3月1日進入城市的情況，菲拉季耶夫寫道：
「就像野蠻人一樣，我們吃光了一切：燕麥、粥、果醬、蜂蜜、咖啡。我們什麼都不在乎，因為我們已經被逼到極限。大多數人在田野上度過了一個月，沒有任何舒適環境、淋浴或正常的食物。當你沒有考慮到他們需要睡覺、吃飯和洗澡時，你會把人類驅使到何種野蠻狀態。周圍的一切都給我們帶來了惡心的感覺；就像卑鄙的人一樣，我們只是在努力求生。」
菲拉季耶夫將俄羅斯士兵在赫爾松搶劫的行為與「野蠻人洗劫羅馬」的畫作相比。他說他不是要為戰友們搶劫電腦等貴重物品辯護，但他理解這些物品的價值遠高於一個空降兵每月的薪水，而他每天都在冒生命危險，批評這是俄羅斯軍隊「折辱」其軍人的眾多方式之一。
他承認自己偷了一頂帽子，因為「我的巴拉克拉瓦頭套太冷了」。「每個人都在趕時間，尋找一個睡覺的地方，人們為了在淋浴隊列中爭取一個位置而打鬥。我對所有這一切感到厭惡，但意識到自己也是其中的一員。」在一個辦公樓裡，菲拉季耶夫和幾名俄羅斯士兵一起喝著冰酒，看著電視新聞：「頻道是烏克蘭語的，我只聽懂一半。我所理解的是，俄羅斯軍隊從各個方向推進，敖德薩、哈爾科夫、基輔被佔領，他們開始播放損毀的建築和受傷的婦女和兒童的畫面。」

### 尼古拉耶夫附近的戰壕
在佔領赫爾松之後，菲拉季耶夫的空降部隊在2022年3月初穿越森林，試圖抵達40英里之外的尼古拉耶夫城。他為一名榴彈發射器士兵，與一群其他士兵一起負責攜帶和保護榴彈發射器。菲拉季耶夫曾問一位高級軍官接下來該怎麼做，但指揮官回答說他不知道該怎麼辦。隨著他們的進攻在面對烏克蘭防禦時停滯不前，菲拉季耶夫的空降部隊在尼古拉耶夫附近的壕溝中駐守了將近一個月，遭受烏克蘭的炮火攻擊。菲拉季耶夫描述了惡劣的環境，缺乏適當的食物、睡眠或醫療用品，以至於一些患有各種疾病和傷口的士兵未得到治療，而炮擊也影響了他們的心理健康。
「每個人都變得越來越生氣」。他描述稱一名戰俘被肢解，死去烏克蘭人的屍體被折辱。一些俄羅斯士兵有意打傷自己的腳，以便被允許回國並獲得300萬盧布（40542英鎊，50000美元）的醫療補償。此外，菲拉季耶夫寫道他目睹了不知所措和驚恐的指揮官、老舊的設備（他所使用的步槍已生銹，幾發後就故障了）、友軍誤射事件和隨著戰役陷入僵局，士氣動搖的情況。
2022年4月初，一枚炮彈炸出來泥土濺入他的眼睛，造成感染。眼睛感染可能會使他失明，他經歷了五天的疼痛後，被撤離回克里米亞治療。那時，菲拉季耶夫對這場戰爭已經感到非常失望，他對自己發誓：「上帝啊，如果我倖存下來，我會盡我所能去阻止這場戰爭。」

### 住院與寫作
一開始，他對於在軍事醫院恢復期間必須離開戰友感到不安，但當他發現俄羅斯國內對於這場戰爭的描繪，包括不能稱其為「戰爭」，以及對他在前線所經歷的慘況和對俄羅斯失敗保持沉默，菲拉季耶夫對軍隊指揮層變得更加批判，最終批評了他一直忠於的政府（15:45, 17:02）。在醫院待了一段時間後，他明確表示不想回到他的部隊，而他的部隊也在向他施壓要求他重返前線，因此他從部隊中逃離（17:58）。
在醫院休養期間，他直接向克里姆林宮表達了對戰爭的不滿，試圖影響以改變政策。他還花了45天寫了他的141頁回憶錄《ZOV 56》（「ZOV」），並於2022年8月1日在VKontakte上發布，而他當時仍然居住在俄羅斯。這是迄今為止從俄羅斯士兵的角度來看最詳細的入侵描述，並迅速獲得了廣泛的國際媒體關注。他解釋了講述自己故事的原因：「我活下來了，而很多人沒有。我的良心告訴我，我必須試著停止這種瘋狂。......我們沒有道德權利攻擊另一個國家，特別是攻擊我們最親近的人民。」他所屬的空降部隊所有成員隨後都與他斷絕了聯繫。

### 反應及評論
一些批評者指責菲拉季耶夫在他的書中低估了俄羅斯士兵和平民對普京總統和入侵的支持程度，而「一些烏克蘭人和反戰的俄羅斯人說他是一個不可靠的敘述者，並且是暴行的共犯。」記者丹·比萊夫斯基（Dan Bilefsky）和伊萬·內切普連科（Ivan Nechepurenko）表示：「《紐約時報》無法獨立驗證菲拉季耶夫對他在烏克蘭的時期的描述。」《衛報》記者安德魯·羅斯和彼得·紹爾（Pjotr Sauer）寫道：「《衛報》無法獨立驗證菲拉季耶夫故事的所有細節，但他提供了文件和照片，證明他是一名駐紮在克里米亞的第56空降團的空降兵，他在4月份因執行『特別軍事行動』而在烏克蘭受傷並住院，以及他在公開發表前直接向克里姆林宮表達了對戰爭的抱怨。」
而《洛杉磯時報》表示:「儘管菲拉季耶夫日常軼事和特定場景的描述無法獨立驗證，但其在第56近衛空降團的服役記錄已被證實，該團參與了赫爾松的佔領，然後駐紮在尼古拉耶夫外附近的戰線上。」《加拿大廣播公司》表示:「雖然無法證實他的說法，但他的描述非常詳細。」《華盛頓郵報》寫道：「《華盛頓郵報》無法獨立驗證他的敘述。但是，菲拉季耶夫提供了他的軍事證明，證明他曾在克里米亞的第56近衛空降團服役，以及證明他在從前線回歸後接受了眼部治療的文件。」
雖然烏克蘭播客和活動家馬克西姆·埃里斯塔維（Максим Еріставі）指責菲拉季耶夫「美化」他的行動，認為他是「殺害（烏克蘭）家庭的俄羅斯恐怖分子」，但一些軍事歷史學家認為他的回憶錄是俄羅斯軍方內部相當可靠的報告，削弱了「克里姆林宮對所謂在烏克蘭的軍事成功的不斷美化」。例如，作家和研究員克里斯·歐文（Chris Owen）表示，《ZOV》 「提供了一個內部人的視角，闡述了在普京所謂的『特別軍事行動』中發生了什麼問題」。
而瑞典《日報》（Dagens Nyheter）引用評論指菲拉季耶夫對俄軍虐待烏克蘭俘虜的描述避重就輕，包括多名叛離俄軍的軍官均證言俄軍虐待和殺害烏克蘭俘虜是非常常見。

## 流亡生活
接下來的兩週中，菲拉季耶夫試圖留在俄羅斯，因為他覺得 「這個國家需要他」，同時遊走莫斯科不同的旅館，以躲避警方的逮捕。在這段時間內，他在莫斯科的一家咖啡館接受了《衛報》駐莫斯科記者安德魯·羅斯的採訪。羅斯回憶說: 「當我遇到他時，幾乎每一個認識他的人都告訴他要逃離俄羅斯（20:57）。」他收到了成千上萬封信和信息，有些人支持他並敦促他逃離，有些人反對和威脅他，徹底顛覆他的生活（21:34）。在人權活動家弗拉基米爾·奧斯切金多次提出幫助他逃離俄羅斯的急切提議後，他最終同意於2022年8月13日離開了俄羅斯。
2022年8月底，菲拉季耶夫抵達法國，並在那裡尋求政治庇護。他抵達戴高樂機場後的第一個行動之一是發表了一次線上演講，批評俄羅斯總統弗拉基米爾·普京，然後撕毀了他的俄羅斯護照並沖進機場的馬桶裏（25:44）（4:08）。當時他已經成為「在西方受到一些人歡迎的英雄，但在他的祖國俄羅斯，至少在支持戰爭的人中，成為一個禍害和叛徒，因此入侵的反對者遭到了激烈的審查」。
2022年9月6日，菲拉季耶夫在巴黎接受《CBC新聞》訪問時表示：「俄羅斯被某種黑手黨控制了。指揮官們，我們的政府誤導了軍隊，利用了他們。」
在2023年3月，菲拉季耶夫和奧斯切金發生了衝突。原因是菲拉季耶夫接受瑞典記者訪問時表示，他和他的同袍所拘留的一些烏克蘭人最終被殺害。由於這個消息之前沒有被公開，包括在他的書中也沒有提到，因此被視為對參與軍事罪行的事實進行隱瞞。此外，奧斯切金還指出，菲拉季耶夫未能遵守承諾，將從《ZOV 56》銷售中獲得的資金捐給烏克蘭和受戰爭影響的人。
菲拉季耶夫則表示奧斯切金誤解了當日的報導，據他說，俄軍並沒有在他面前處決戰俘，但他確實被告知有關處決一名戰俘的謠言，菲拉季耶夫表示在他的書中已提到了這一點。
而Gulagu.net為《ZOV 56》的版權歸屬問題在巴黎法院向菲拉季耶夫提出起訴，最終巴黎法院在2023年7月判決Gulagu.net敗訴，將其書的版權權利轉讓給奧斯切金新持不同政見者基金會的協議無效，其需償還法律費用及向菲拉季耶夫支付6000歐元的賠償金。